# Mead (Washington)
Mead az Amerikai Egyesült Államok északnyugati részén, Washington állam Spokane megyéjében elhelyezkedő statisztikai település. A 2010. évi népszámlálási adatok alapján 7275 lakosa van.
A település névadója George G. Meade, a polgárháború tisztje. Mead 1900-ban a Spokane Falls & Northern Railway egy állomása volt. A településen ekkor a Cushing & Bryant üzlet és az abban lévő posta, egy kovácsműhely, egy episzkopális templom, egy hatvan diákot oktató általános iskola és egy vasárnapi iskola működött.
A Meadi Tankerület fennhatósága alá nyolc általános- és két középiskola, valamint két gimnázium tartozik, amelyekben összesen kilencezren tanulnak. 2019-ig két alternatív intézmény (Riverpoint Academy és M.E.A.D.) is működött, azonban ezeket pénzügyi nehézségek miatt megszüntették.
Mead a Myst és Riven játékokat is fejlesztő Cyan Worlds székhelye, továbbá 1942-től 2001-ig itt működött a Kaiser Aluminum Mead Works.

## Éghajlat
| Hónap                         | Jan.  | Feb.  | Már.  | Ápr.  | Máj. | Jún. | Júl. | Aug. | Szep. | Okt.  | Nov.  | Dec.  | Év    |
| ----------------------------- | ----- | ----- | ----- | ----- | ---- | ---- | ---- | ---- | ----- | ----- | ----- | ----- | ----- |
| Rekord max. hőmérséklet (°C)  | 16,7  | 17,2  | 22,8  | 32,2  | 35,6 | 41,1 | 42,2 | 42,2 | 36,7  | 30,6  | 20,6  | 15,6  | 42,2  |
| Átlagos max. hőmérséklet (°C) | 1,1   | 4,4   | 9,4   | 13,9  | 19,4 | 23,3 | 28,3 | 28,3 | 22,8  | 14,4  | 5,6   | 0,0   | 14,3  |
| Átlagos min. hőmérséklet (°C) | −3,9  | −3,3  | 0,0   | 2,8   | 6,7  | 10,0 | 13,3 | 13,3 | 8,3   | 2,8   | −1,1  | −5,0  | 3,7   |
| Rekord min. hőmérséklet (°C)  | −34,4 | −31,1 | −23,3 | −10,0 | −4,4 | 0,6  | 2,8  | 1,7  | −5,6  | −13,9 | −29,4 | −31,7 | −34,4 |
| Átl. csapadékmennyiség (mm)   | 45    | 35    | 41    | 33    | 41   | 32   | 16   | 15   | 17    | 30    | 58    | 58    | 421   |
| Forrás: The Weather Channel   |       |       |       |       |      |      |      |      |       |       |       |       |       |

## Népesség
A 2010-es népszámláláskor  7275 lakója, 2716 háztartása és 2045 családja volt. A népsűrűség 387 fő/km2. A lakóegységek száma 2842, sűrűségük 151,2 db/km2. A lakosok 94,8%-a fehér, 0,5%-a afroamerikai, 1%-a indián, 0,5%-a ázsiai, 0,2%-a a Csendes-óceáni szigetekről származik, 0,5%-a egyéb, 2,6%-a pedig kettő vagy több etnikumú. A spanyol vagy latino származásúak aránya 3% (2,3% mexikói, 0,1% Puerto Ricó-i,  0,6% egyéb spanyol vagy latino származású.)
A háztartások 34,4%-ában élt 18 évnél fiatalabb. 60,5% házas, 10,2% egyedülálló nő, 4,6% egyedülálló férfi, 24,7% pedig nem család. 20,4% egyedül élt; 8,3%-uk 65 éves vagy idősebb. Egy háztartásban átlagosan 2,68 személy élt; a családok átlagmérete 3,08 fő.
A medián életkor 41,7 év volt. Lakóinak 26,2%-a 18 évesnél fiatalabb, 4,6% 18 és 24 év közötti, 21,6%-uk 25 és 44 év közötti, 31,5%-uk 45 és 64 év közötti, 13,3%-uk pedig 65 éves vagy idősebb. A lakosok 49,1%-a férfi, 50,9%-a pedig nő.

## Fordítás
Ez a szócikk részben vagy egészben  a   Mead, Washington című angol Wikipédia-szócikk ezen változatának fordításán alapul.  Az eredeti cikk szerkesztőit annak laptörténete sorolja fel. Ez a jelzés csupán a megfogalmazás eredetét és a szerzői jogokat jelzi, nem szolgál a cikkben szereplő információk forrásmegjelöléseként.